# Zima w ogniu
Zima w ogniu (ukr. Зима у вогні / Zyma u wohni, ang. Winter on Fire) — pełnometrażowy film dokumentalny z 2015 roku w reżyserii Jewgienija Afiniejewskiego, zrealizowany w koprodukcji amerykańsko-brytyjsko-ukraińskiej. Obraz opowiada o trwających 93 dni krwawych protestach w Kijowie.
Wyprodukowany częściowo przez Netflix, film miał swoją oficjalną premierę na tej platformie 9 października 2015 roku. Wcześniej zaprezentowany został w ramach pokazów pozakonkursowych na 72. MFF w Wenecji, a także w programie konkursowym 40. MFF w Toronto i 42. MFF w Telluride.
Podczas festiwalu w Toronto film otrzymał nagrodę publiczności w kategorii filmu dokumentalnego. Obraz był też nominowany do Oscara za najlepszy pełnometrażowy film dokumentalny.